# ᶚ
Cette page contient des caractères spéciaux ou non latins. S’ils s’affichent mal (▯, ?, etc.), consultez la page d’aide Unicode.
Le ᶚ, appelé ej hameçon rétroflexe ou ej crochet rétroflexe, est un symbole non standard utilisé avec l’alphabet phonétique international. Il est composé d’un ej avec un crochet rétroflexe.

## Utilisation
L’ej hameçon rétroflexe ‹ ᶚ › est utilisé, comme symbole non standard dans certaines transcriptions phonétiques basées sur l’alphabet phonétique international, pour représenter l’équivalent rétroflexe d’une consonne fricative palato-alvéolaire voisée [ʒ].
Cependant, la prononciation de la consonne fricative palato-alvéolaire voisée est généralement considérée comme ayant la lame de la langue soulevée vers le palais dur, un geste qui empêcherait la rétroflexion du bout de la langue.

## Représentations informatiques
L’ej hameçon rétroflexe peut être représenté avec les caractères Unicode (Extensions phonétiques) suivant :
| formes    | représentations | chaînes de caractères | points de code | descriptions                                  |
| --------- | --------------- | --------------------- | -------------- | --------------------------------------------- |
| minuscule | ᶚ               | ᶚ                     | U+1D9A         | lettre minuscule latine ej hameçon rétroflexe |

## Sources
- (en) Peter Constable, Revised Proposal to Encode Phonetic Symbols with Retroflex Hook in the UCS, 1er février 2004 (lire en ligne)
- (en) Lon Diehl, IPA phonetic symbols for describing languages of East and Southeast Asia, 1995
- (en) «  Phonetic Extensions Supplement[1D80] », dans The Unicode Standard, version 16.0), 2024 (lire en ligne)
- «  Supplément phonétique étendu[1D80] », dans Le Standard Unicode, version 15.1, 2023 (lire en ligne)